# Club Social y Deportivo Comercial Huaquillas
El Club Social y Deportivo Comercial Huaquillas es un equipo de fútbol profesional de Huaquillas, Provincia de El Oro, Ecuador. Se desempeña en la Segunda Categoría del Campeonato Ecuatoriano de Fútbol.
Está afiliado a la Asociación de Fútbol Profesional de El Oro.

## Historia
Club Social y Deportivo "Comercial Huaquillas" su nombre es referencia porque la ciudad de Huaquillas es eminentemente Comercial por estar ubicado en el límite con la República del Perú.

## Datos del club
- Temporadas en Serie A: 0
- Temporadas en Serie B: 0
- Temporadas en Segunda Categoría: 45 (1973 - 2017)
- Mayor goleada conseguida: 5 - 2 Kléber Franco Cruz (11 de marzo de 2012 en el Estadio Humberto Arteta)
- Mayor goleada recibida: 1 - 13 Deportivo Bolívar (10 de mayo de 2014 en el estadio Miguel Arreaga)
- Máximo goleador:
- Mejor puesto en la liga:
- Peor puesto en la liga:
- Primer partido en campeonatos nacionales:

## El Clásico Fronterizo
El Clásico Fronterizo se lo juega con su equipo rival de su propia ciudad, el Huaquillas Fútbol Club.

## Palmarés

### Torneos provinciales
| Competición                     | Títulos | Subcampeonatos |
| ------------------------------- | ------- | -------------- |
| Segunda Categoría de El Oro (1) | 1980.   |                |